# Žig
Žig ist eine ehemalige kroatischsprachige lokale Zweiwochenzeitung mit Redaktionssitz in Subotica, Vojvodina, Serbien.

## Geschichte
Die Zeitung wurde 1994 in Subotica gegründet. Die Gründer waren die Mitarbeiter der Glas ravnice, die mit der Redaktionspolitik nicht zufrieden waren. Der Tag der Erstausgabe war der 15. Juli 1994. Žig erschien bis 1998.
Der Herausgeber Žigs war die Hrvatski kulturni centar "Bunjevačko kolo (Kroatische Kulturzentrum Bunjevačko kolo) aus Subotica.
Der Redakteur war Vojislav Sekelj. Er versuchte Žig wie eine Zeitung mit liberal-bürgerliche Konzeption profilieren, doch besonders dem Kroaten zu schreiben ("nastojao sam sprovesti koncepciju koja će iskazivati liberalno-građansko opredjeljenje, ali s prepoznatljivim znakovljem obraćanja hrvatskoj populaciji").
Die Redaktion waren Ivan Hegediš, Lazar Merković, Tomislav Žigmanov, Zlatko Romić, Alojzije Stantić und Ante Zomborčević.